# Spansk öppning (bok)
Spansk öppning, med undertiteln Essäer om Spaniens och Latinamerikas litteratur, är en essäsamling av Knut Ahnlund utgiven 2003.
Flertalet av artiklarna publicerades ursprungligen som understreckare i  Svenska Dagbladet. Bland de författare och verk som skildras i boken finns bland andra Mario Vargas Llosa, Carlos Fuentes, Gabriel García Marquez, Federico García Lorca, Gabriela Mistral, Augusto Roa Bastos, Octavio Paz, Vicente Aleixandre, Generation 27, Jens Nordenhöks nyöversättning av Don Quijote samt artiklar om Antoni Gaudí och Spanska inbördeskriget.